# Kristo Sotiri
Kristo Sotiri (Pogradec, 27 marzo 1870 – 28 febbraio 1953) è stato un architetto e ingegnere albanese.

## Biografia
Nacque il 27 marzo 1870 a Pogradec in una famiglia modesta come ultimo di quattro fratelli. Le difficili condizioni economiche spinsero il padre, Vangjeli, a trasferirsi a Tuzla, in Romania, intorno al 1875, dove aprì una segheria e dove fu poi raggiunto nel 1880 dal resto della famiglia. A Tuzla Sotiri completò la sua istruzione primaria mentre continuò gli studi secondari a Galați. All'età di 23 anni decise di proseguire gli studi trasferendosi in Italia, dove si laureò in ingegneria civile presso l'Università degli Studi di Padova nel 1898 e in architettura presso l'Accademia di belle arti di Venezia nel 1904. Durante gli studi incontrò la sua futura moglie, la contessa Bianca Maria Querini, che sposò intorno al 1903 e dalla quale ebbe un'unica figlia, Querina.
A Venezia lavorò in uno studio di architetti e curò il restauro della cupola della basilica di Santa Maria della Salute, progettando inoltre alcuni edifici a Genova, Venezia e Padova. Nel 1909 ritornò in Romania, lavorando presso la corte della regina Elisabetta e dirigendo uno studio di architettura a Costanza. In questo periodo progettò un casinò con terme e un cimitero monumentale a Costanza così come diversi edifici a Bucarest e Galați.
Tornato in Albania con la sua famiglia negli anni '20, si stabilì a Coriza dove insegnò presso il liceo francese e dove progettò diversi edifici. Fu poi chiamato nel 1924 nella capitale dal Primo ministro Fan Stilian Noli, che lo aveva conosciuto durante il suo esilio in Romania, e due anni dopo si trasferì a Durazzo. Dopo la morte della prima moglie nel 1932, Sotiri si risposò con Juliana Kaçinari, dalla quale ebbe altri due figli, Salvator e Vangjeli.
A Durazzo ricevette nel 1926 l'incarico di progettare una villa da donare all'allora Presidente della Repubblica Ahmet Zog, divenuta poi villa Reale ma successivamente demolita. Curò negli anni '30 il piano regolatore della spiaggia di Durazzo, parzialmente realizzato fino al 1944, e progettò un'altra villa Reale a Shirokë, nei pressi di Scutari. Tra i suoi ultimi progetti vi fu il Mausoleo dei martiri di Durazzo, realizzato nel 1949.
Morì il 28 febbraio 1953, venendo seppellito nel cimitero di Durazzo.

## Opere
- Chiesa valacca, Coriza
- Palazzo della Principessa, Tirana (prima sede della Biblioteca nazionale d'Albania)
- Villa Reale, 1926, Durazzo (demolita)[4]
- Villa Reale, Shirokë, Scutari
- Mausoleo dei martiri, 1947-1949, Durazzo[2]